# Бікол
Біколь або Бікол (бік.: Rehiyon nin Bikol/Kabikolan; філ.: Kabikulan, англ: Bicol Region) — адміністративний регіон на Філіппінах, позначається як Регіон V. Регіон включає в себе чотири провінції в південно-східній частині острова Лусон, а також дві острівні провінції: Албай, Північний Камаринес, Південний Камаринес, Катандуанес, Масбате і Сорсогон.
Регіональним, політичним, адміністративним і найбільшим містом регіону є Легаспі. Легаспі також вважається центром туризму, освіти, охорони здоров'я, торгівлі та транспортних перевезень в регіоні.

## Географія
Регіон Біколь розташований в південній частині острова Лусон, найбільшого острова Філіппінського архіпелагу. Площа регіону становить 5,9 % від площі всієї країни.
Територія регіону обмежена затокою Леймон на півночі, Філіппінським морем на сході і морем Сібуян та затокою Рагай на заході. На півночі провінції Північний та Південний Камаринес межують з провінцією Кесон.

## Адміністративний поділ
До складу регіону входять шість провінцій: Албай, Північний Камаринес, Південний Камаринес, Сорсогон та острівні провінції Катандуанес і Масбате. Станом на 2015 рік провінція Південний Камаринес є найбільшою за площею (близько 30,4 % площі регіону) і населенням. Провінція Катандуанес є найменшою і за площею (близько 8,4 % від загальної площі регіону), і за населенням.

### Провінції
| Провінція           | Адміністративний центр | Населення (2015) | Площа         | Густота | Міста | Муніц. | Баранґаї | Кoординати                                                    |
| ------------------- | ---------------------- | ---------------- | ------------- | ------- | ----- | ------ | -------- | ------------------------------------------------------------- |
| Албай               | Легаспі                | 1 314 826        | 2 575,77 км2  | 510/км2 | 3     | 15     | 720      | 13°14′ пн. ш. 123°38′ сх. д. / 13.233° пн. ш. 123.633° сх. д. |
| Північний Камаринес | Дает                   | 583 313          | 2 320,07 км2  | 250/км2 | 0     | 12     | 282      | 14°10′ пн. ш. 122°45′ сх. д. / 14.167° пн. ш. 122.750° сх. д. |
| Південний Камаринес | Пілі                   | 1 952 544        | 5 497,03 км2  | 360/км2 | 2     | 35     | 1 063    | 13°40′ пн. ш. 123°20′ сх. д. / 13.667° пн. ш. 123.333° сх. д. |
| Катандуанес         | Вірак                  | 260 964          | 1 492,16 км2  | 170/км2 | 0     | 11     | 315      | 13°50′ пн. ш. 124°15′ сх. д. / 13.833° пн. ш. 124.250° сх. д. |
| Масбате             | Масбате                | 892 393          | 4 151,78 км2  | 210/км2 | 1     | 21     | 550      | 14°40′ пн. ш. 121°15′ сх. д. / 14.667° пн. ш. 121.250° сх. д. |
| Сорсогон            | Сорсогон               | 792 949          | 2 119,01 км2  | 370/км2 | 1     | 14     | 541      | 13°56′ пн. ш. 121°37′ сх. д. / 13.933° пн. ш. 121.617° сх. д. |
| Всього              | Всього                 | 5 796 989        | 18 155,82 км2 | 320/км2 | 7     | 107    | 3 471    | 14°00′ пн. ш. 121°30′ сх. д. / 14.000° пн. ш. 121.500° сх. д. |
|                     |                        |                  |               |         |       |        |          |                                                               |

## Демографія
Згідно перепису 2015 року населення регіону Бікол становило 5 796 989 осіб. З 2000 по 2010 рік населення за рік зростало в середньому на 1,46 відсотка. У 1970 році провінція Південний Камаринес була єдиною з майже мільйонним населенням. Провінція Албей, яка була наступною в рейтингу, досягла позначки в мільйон населення лише через 20 років.
Більшість населення сповідують католицтво.